# Kleines Schwarzes

Das Kleine Schwarze nach der Interpretation Hubert de Givenchys aus dem Jahr 1961

Das Kleine Schwarze (Französische Sprache Petite robe noire; amerikanisches Englisch Little black dress) ist ein elegant geschnittenes schwarzes Kleid. Es gilt als Klassiker der Damenmode, wird beispielsweise als Cocktailkleid entworfen und kann zu vielen Anlässen getragen werden. Seinen größten Erfolg hatte das Kleine Schwarze 1961 mit Audrey Hepburn als Holly Golightly in einem von Hubert de Givenchy entworfenen ärmellosen Modell in dem Spielfilm Frühstück bei Tiffany.

## Hintergrund
Schwarze Kleider waren im 19. Jahrhundert trauernden Witwen vorbehalten. Als Farbe der Verführung, die die Persönlichkeit ihrer Trägerin hervorhebt, tauchte erstmals ein dezentes schwarzes Kleid mit üppiger Spitze in Tolstois Roman Anna Karenina auf. Die Protagonistin trug es zu dem Ball, auf dem sie dem Grafen Alexej Wronskij begegnete. Als 1884 der Maler John Singer Sargent sein Gemälde Madame X ausstellte, ein Porträt von Virginie Amélie Avegno Gautreau, das sie in einem schwarzen Kleid mit tiefem Ausschnitt zeigte, löste das einen Skandal aus. Sie war eine verheiratete Dame der Gesellschaft, die den Ruf hatte, liebeslustig zu sein. Die Farbe Schwarz öffentlich zu tragen, konnte nur heißen, dass sie ihren Mann „abgelebt“ hatte.

## Geschichte
Das „Kleine Schwarze“ wird erst so bezeichnet, seit die amerikanische Vogue 1926 den Entwurf eines schwarzen Etuikleides von Coco Chanel veröffentlichte mit ihrem Zitat:

„Dieses schlichte Kleid wird eine Art von Uniform für alle Frauen mit Geschmack werden.“

Es war die Zeichnung eines schmal geschnittenen Kleides aus schwarzer Chinaseide, kniebedeckend, mit engen langen Ärmeln. Das Oberteil, vorne lose wie ein Blouson, wurde im Rücken straff gehalten. Die Vogue-Redakteure hatten es scherzhaft nach dem schwarzen Automobil „Chanel Ford – ein Modell, das alle Welt tragen wird – Modell 817“ benannt. Mit dem Kleinen Schwarzen sollten Kriegswitwen des Ersten Weltkriegs ihre Trauer als auch ihren Wunsch nach Zukunft ausdrücken können. Um 1927 brachte das Haus Chanel nach dem Entwurf von Gabrielle ’Coco‘ Chanel ein „Kleines Schwarzes“ als Ensemble aus Woll-Jersey mit einem plissierten Rock heraus. Das schlichte Kleidungsstück prägte schon bald die Mode der Zwanziger Jahre und stand als Symbol für einen neuen, modernen Typ Frau. Seitdem wird es von Designern immer wieder neu interpretiert und blieb bis heute ein Inbegriff von Eleganz und Stilbewusstsein.
Designer Karl Lagerfeld äußerte im Buch Das kleine Schwarze (1998) von Amy Holman Edelman allerdings Zweifel an der eigentlichen Urheberschaft Chanels: „Kleine schwarze Kleider tauchten zum ersten Mal zwischen 1918 und 1920 auf, und ich habe das Gefühl, dass sie auf die Trauerkleidung im Ersten Weltkrieg zurückgehen.“ Auch die New Yorker Modedesignerin Nettie Rosenstein käme als Urheberin in Frage.
Das von Hepburn 1961 getragene schmal geschnittene schwarze Cocktailkleid, das Givenchy eigens für den Spielfilm Frühstück bei Tiffany entworfen und geschneidert hatte, wurde als „Kleines Schwarzes“ berühmt und popularisierte es. Auf einer Auktion bei Christie’s 2006 erzielte es rund 600.000 Euro. Interpretationen sind in den Kollektionen von Balenciaga, Yves Saint Laurent, Elsa Schiaparelli u. a. ein fester Bestandteil. 2017 versteigerte Sotheby’s 140 Entwürfe des „Kleinen Schwarzen“ verschiedener Designer aus der Zeit zwischen 1921 und 2010.

## Stoffe und Stile
Als „klein“ wird das Kleid bezeichnet, weil es im Unterschied zu einer opulenten schwarzen Abendrobe klassischerweise wie ein Etuikleid geschnitten ist und knapp über dem Knie endet. Häufig verwendete Stoffe sind Satin, Chiffon und Viskose. Das Besondere an dem „Kleinen Schwarzen“ ist, dass es sich jedem neuen Modestil anpassen kann. Eine klar umrissene Definition des „Kleinen Schwarzen“ gibt es im Grunde nicht.